# Palmerar d'Oriola

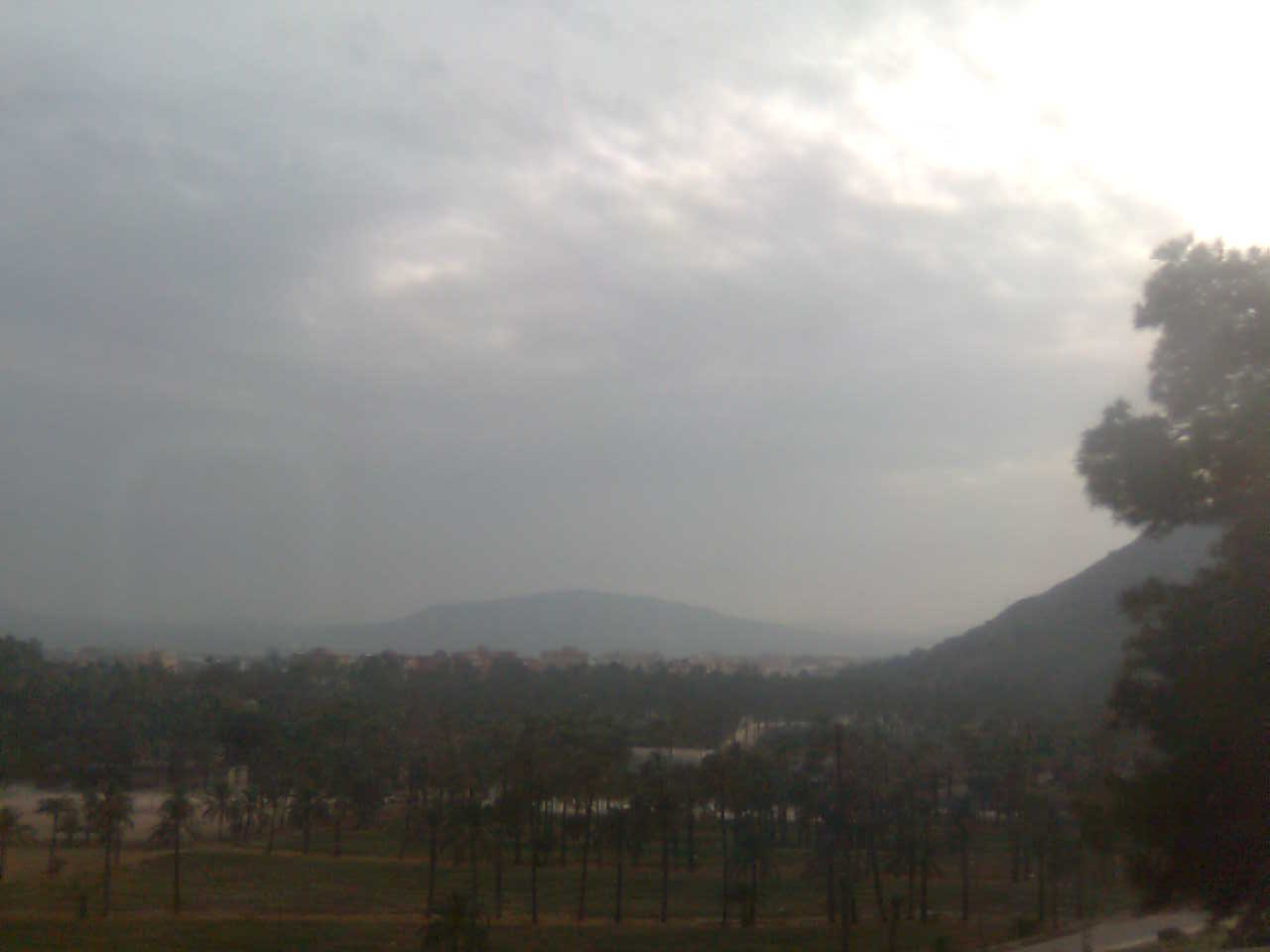
Palmerar de Sant Antoni vist des de la carretera nacional 340.

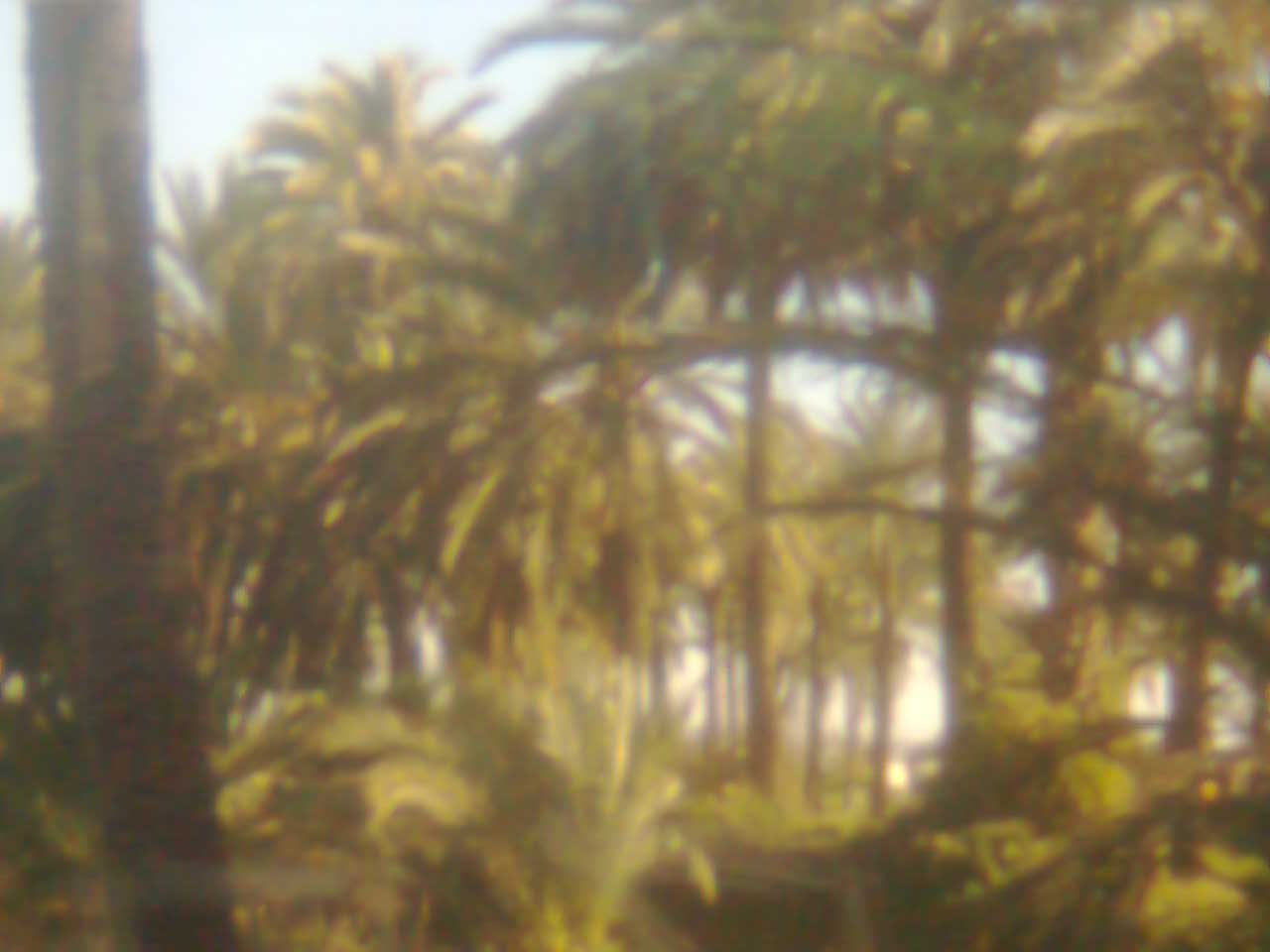
Zona frondosa del palmerar oriolà.

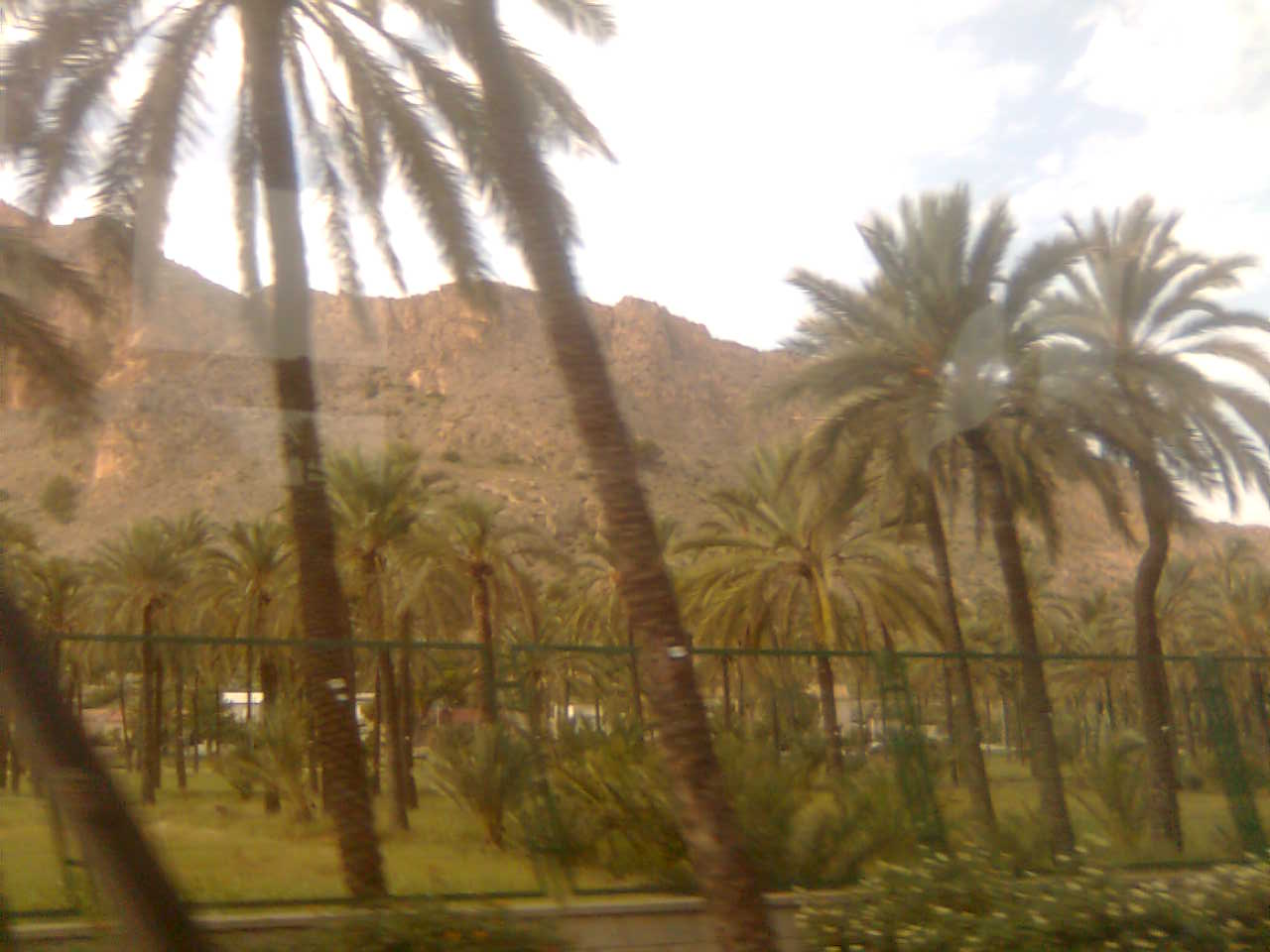
Fotografia presa des de la carretera que travessa el palmerar.

El Palmerar d'Oriola, també denominat Palmerar de Sant Antoni, està situat a Oriola (Baix Segura), País Valencià, entre els barris del Palmerar, Sant Joan i Sant Antoni, i la pedania d'El Escorratel. És una gran extensió de palmeres dins que limita amb el nucli urbà i històric d'Oriola. És el segon palmerar més gran d'Europa, només superat pel d'Elx.
Una altra de les característiques del palmerar és el fet d'haver sorgit als peus de la serra d'Oriola, que envolta al palmerar pel sud, oest i el nord, i té als peus l'Horta d'Oriola, la qual cosa suposa una connexió entre una extensa zona de secà (el palmerar) i una extensíssima zona de regadía solcada pel Segura i multitud de séquies.
El palmerar es trobava travessat pel Camí Reial que venia de València, passant per Alacant, Elx, Callosa de Segura fins a Oriola. De fet a l'oest del palmerar es troba la porta est de la muralla d'Oriola, anomenada Porta de l'Olma.
El principal tipus de palmera que es troba és la Phoenix dactylifera, que va ser portada allí pels musulmans quan van ocupar la península Ibèrica. A l'interior del palmerar s'ha creat, en una zona menys densament poblada, un viver d'aquest tipus de palmeres per anar augmentant la població de palmeres i anar substituint les que moren per nous exemplars.
La palmera o palma es cotitza molt bé al mercat nacional i també en les exportacions clandestines. És molt important la indústria datilera i la confecció de palmes, que són les seues branques portades a un procés especial d'assecat. De fet, durant una època (dècada dels 70) algunes de les palmeres d'aquest palmerar van ser venudes a Niça o Mònaco per ornamentar els seus carrers.
De la mateixa manera, s'ha dut a terme una neteja de palmeres d'altres espècies amb la finalitat d'evitar que en el palmerar sorgiren esbossos d'altres espècies fora de l'autòctona.
El Palmerar d'Oriola ha estat declarat Lloc d'Interés Comunitari per la Unió Europea, dins de la xarxa Natura 2000. De la mateixa manera, posseïx declaració singular de Bé d'Interés Cultural.
El 2004, es va detectar que hi havia exemplars de palmeres infectades per larves de morrut de les palmeres (Rhynchophorus ferrugineus). Aquest insecte és un escarabat que posa els seus ous en l'interior de la palmera i, quan desclouen els ous, les larves s'alimenten de la tija de la palmera. La seua procedència es creu que és a partir de palmeres no autòctones portades d'Amèrica i que es van reproduir en jardins i parcs de la ciutat fins que van arribar al palmerar. En l'actualitat, la Universitat Miguel Hernández d'Oriola, va signar un conveni renovat el 2008 pel qual estudia i intenta atallar aquesta plaga.

## Origen
El Palmerar d'Oriola es creu que va ser creat pels primers habitants musulmans després de la conquesta d'Oriola. Els àrabs van seguir la mateixa tàctica de protecció i van augmentar-ne la plantació. Prompte es va fer un sistema de séquies per regar l'Horta d'Oriola, la qual cosa va produir que inevitablement el palmerar es vera solcat per algunes d'elles. En l'actualitat, el palmerar d'Oriola està solcat per la séquia d'Almoradí, la séquia de Callosa, i els assarbs d'El Escorratel i de las Fuentes. A més, el palmerar es trobava regat per una font que rajava de la muntanya de Sant Miquel, que va ser transformat en balneari al segle xix.
A més, a causa del sistema de séquies, es va possibilitar fins i tot l'extensió de plantacions de regadiu al palmerar aprofitant l'altura d'aquests arbres, la qual cosa va crear un sistema original d'agricultura intensiva en plena Edat Mitjana.

## Composició
La forma del palmerar es troba molt influïda pel lloc on ha sorgit, a l'abric de la serra d'Oriola al nord, la muntanya de Sant Miquel al sud i l'Oriolet a l'oest. El palmerar posseïx una forma de mitja lluna que el convertix en un ecosistema únic, tant per la seua forma, com pel fet de sorgir a l'abric de la muntanya i limitar amb l'horta d'Oriola, que fins i tot va arribar a ocupar part la seua superfície. Totes aquestes característiques l'han convertit en un sistema únic d'agricultura, unit al seu caràcter històric i l'enginyeria de l'aigua que el solca, creada pels musulmans.
Part del palmerar és de propietat municipal. No obstant això, alguns boscos seguixen sent de propietat privada. En l'actualitat, l'interés de l'ajuntament és adquirir la totalitat del palmerar, i acréixer el nombre de palmeres del tipus Phoenix dactylifera, per evitar així que sorgisquen boscos d'un altre tipus de palmeres importades i que no tenen a veure amb el Palmerar d'Oriola. A més, s'ha prohibit l'ús de palmeres de tot el terme municipal per a la realització dels palmes del Diumenge de Rams, que perjudiquen el creixement normal de la palmera.
Alguns exemplars tenen més de 300 anys. Cal tenir en compte que la palmera té una vida mitjana de 250 a 300 anys. Les palmeres que componen el bosc són de la mateixa espècie que les dels palmerars d'Orient Pròxim, l'Aràbia Saudita i l'Iran. Són datileres i és al desembre quan donen el seu fruit. A més, hi ha algunes altres espècies tropicals.
A diferència del Palmerar d'Elx, aquest no s'ha vist perjudicat pel creixement de la ciutat, ja que la ciutat ha crescut cap al sud, oest i est, la qual cosa ha permés la supervivència del paisatge simbiòtic que creaven la serra, el palmerar i l'Horta.
Sobre la base d'això, està obert l'expedient per a la declaració del palmerar com a Patrimoni de la Humanitat.